# Autoroute A52 (Suisse)
Pour les articles homonymes, voir A52.
L'autoroute 52 est une autoroute de Suisse reliant Zumikon dans le canton de Zurich à Hinwil et Rapperswil-Jona dans le canton de Saint-Gall. 